# James Gordon Jr
Pour les articles homonymes, voir James Gordon (homonymie) et Gordon.
James Gordon, Jr est un personnage de fiction appartenant à l'univers de DC Comics. Apparu pour la première fois dans Batman : Année Un, il est un "Super-criminel" s'opposant au Batman et sa sœur, Barbara Gordon alias Batgirl.

## Biographie fictive
James Gordon, Jr est le fils de James Gordon et de Barbara Eileen Gordon, la première femme de Gordon (à ne pas confondre avec sa nièce et fille adoptive également nommée Barbara). À peine arrivés à Gotham, Mme Gordon accouche de son premier-né. Mais le lieutenant Gordon s'étant attaqué au Détective Flass, un policier corrompu, et à la famille Maroni, James Jr est enlevé alors qu'il n'a que 22 jours. En tentant de le sauver, son père le fait tomber dans le fleuve, mais l'enfant sera heureusement sauvé par Batman. Néanmoins, son père pensera plus tard que c'est ce traumatisme qui a fait de James Jr un sociopathe.
Jeune enfant, James Jr s'est vite distingué des autres garçons. Il n'avait pas d'amis, faisait peur même à sa famille et s'amuse à tuer des animaux. En grandissant, il s'attaqua à des êtres humains, comme lorsqu'il tua la meilleure amie de sa sœur adoptive, Bess, qui l'avait traité de « taré ». Cependant, personne ne put le prouver. Il enchaina crimes sur crimes si bien que son père le fit un jour séjourner en prison, à quelques cellules du célèbre Joker. Par la suite, il quitta Gotham City pour voyager dans le monde. 
Dans Sombre reflet, il finit par faire son retour et essaya de convaincre son père qu'il prenait un traitement créant chez lui ce qui lui avait toujours manqué, l'empathie. Cela n'était qu'à moitié vrai : certes il avait un temps pris la fameuse « diaxamine », mais il décida ensuite de prendre le traitement inverse, usant de sa grande intelligence pour en inverser les effets. L'empathie disparut donc totalement de son esprit, et, la considérant comme une « faiblesse » et une « émotion superflue ». Convaincu que l'humanité était destinée à supprimer ce sentiment pour évoluer, il affirma avoir empoisonné des milliers de bébés pour en faire des sociopathes comme lui. Batman ne sut jamais si cela fut avéré, James Gordon ayant gravement mutilé son fils qui tentait de tuer sa sœur Barbara.

### New 52
Dans la nouvelle continuité, Barbara Gordon est la fille biologique de James Gordon. James Jr. s'échappe de prison et menace les vies de sa sœur et de sa mère. Sur un pont de la ville, Batgirl n'aura pas d'autre choix que de lui lancer un batarang dans un œil, ce qui causera sa chute du pont et sera laissé pour mort. Amanda Waller le recrute pour qu'il rejoigne Suicide Squad. 
Pendant l'intrigue mauvaise de Forever, James Gordon Jr. est vu chez Belle Reve, où il apprend que le penseur et le Roi Shark construisent un satellite. James Gordon Jr. trouve Amanda Waller qui procède à l'amener à un sous-niveau secret dans la prison. Sur le chemin, elle lui raconte l'histoire du programme de groupe de travail et tous les essais ratés qui amènent à l'équipe de groupe de travail X avant d'être trouvée par le Roi Shark. James Gordon Jr. le tient outre lui disant que s'il tue Waller, il ne saura jamais qui est son vrai père. Harley Quinn arrive chez Belle Reve et laisse tomber OMAC près de James Gordon Jr. James Gordon Jr. la confronte et remet un couteau dans elle et un collier explosif autour de son cou où il apprend qu'elle a trahi l'équipe dans les Rocheuses. James Gordon Jr. apprend également que le penseur prévoit d'employer OMAC. Tandis que James Gordon Jr. parle à Harley, le penseur a pris OMAC etcommence à transférer son esprit à lui. Maintenant activé, OMAC procède à attaquer Amanda Waller, James Gordon Jr. , Harley Quinn, le Roi Shark et Kamo. Dans Batman, après que le commissaire Gordon soit arrêté pour causer involontairement un accident grave dans le chemin de fer au fond de Gotham, [22 éternels] Gordon est visité parJames Jr. tandis qu'incarcéré dans Blackgate.[23] il croit que son père reconnaît au moinssubconscient la 'vérité' que ce Gotham est au-delà de l'économie et que ses tentatives d'être un héros sont injustifiées. James prend des dispositions pour laisser la cellule de son père ouverte et pour lui fournir une occasion d'échapper à Blackgate. [24] Gordon décident de rester en prison, cependant, concluants que Gotham est toujours intéressant enregistrer et réfléchir qu'il peut juste obtenir vieux et fait une erreur.

## Version alternative
Dans le second film de la trilogie de Christopher Nolan, James Jr est sauvé jeune d'une autre manière par Batman que dans Batman: Année Un. En effet, il a été choisi par Double-Face pour venger la mort de Rachel Dawes dont il tient son père pour responsable. Il sera sauvé de justesse par Batman.

## Apparition du personnage
- Batman : Année Un
- Sombre reflet
- Suicide Squad vol 4
- Batgirl: The Darkest Reflection
- Batman Eternal
- Le Batman qui rit